# Ursula von Habsburg-Laufenburg
Ursula von Habsburg-Laufenburg (* um 1390; † 1456 in Waldshut) war die älteste von drei Töchtern des Johann IV. von Habsburg-Laufenburg. Sie heiratete 1410 Rudolf III. von Sulz.

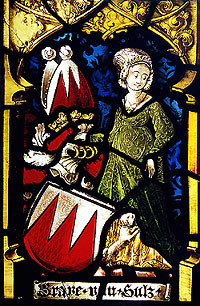
Gräfin Ursula von Habsburg-Laufenburg mit dem Wappen der Sulzer: Wappenscheibe im Museum zu Allerheiligen Schaffhausen

## Leben
Auf der Burg Balm unweit Lottstetten verstarb in der Woche vor dem St. Urbanstag im Jahr 1408 Graf Johann IV. von Habsburg-Laufenburg und hinterließ eine ledige erbberechtigte Tochter: Ursula von Habsburg-Laufenburg. Ihre Mutter war Reza von Habsburg-Laufenburg (geborene Agnes  (Hohen-)Landenberg-Greifensee, die vom Kaiser das Heirats-Privileg erhielt, da die von Hohen-Landenberg »nur« Ritter waren). Sie bekam nun reichlich Besuch von heiratswilligen Freiern, die um die Tochter warben. So auch von Hermann von Sulz, jedoch nicht für sich, sondern für seinen Sohn, Rudolf III. von Sulz. Die Ehe wurde am Ulrichstag 1408 vertraglich geschlossen. Die Vereinbarung legte fest, dass die tatsächliche Heirat auf den Tag zwei Jahre später stattfinden sollte und somit die Landgrafschaft Klettgau mit der Herrschaft Rotenberg und die Herrschaft Krenkingen an Graf Rudolf übergingen, die Witwe aber die Burg Balm als Witwensitz behielt. Hermann von Sulz verstarb 1429 auf der Burg Balm.
Rudolf III. von Sulz wohnte bis zu seinem frühen Tod auf der Burg Balm mit seiner Frau Ursula und den Kindern. Gräfin Ursula und die unmündigen Söhne Ludwig und Alwig lebten dort bis zur Zerstörung der Burg und Gefangennahme durch die Schaffhauser 1449. (Johann übernahm das Hofrichteramt in Rottweil). Schaffhausen zahlte auf kaiserlichen Druck später als Entschädigung dafür zehntausend Gulden, bestand jedoch darauf, dass die Burg Balm nie mehr erbaut werden durfte. Gräfin Ursula wohnte dann bis zu ihrem Tod (1456) in der Stadt Waldshut.
Ursula, die älteste von drei Töchtern des Johann IV. von Habsburg-Laufenburg, heiratete Rudolf III. von Sulz und hinterließen folgende Kinder:
- Johann II. (* um 1412/14; † 16. Dezember 1484), Erbhofrichter am Hofgericht Rottweil von 1434 bis 1484; ⚭ Bertha von Höwen († 20. April 1514 in Straßburg)
- Rudolf IV. (* um 1418; † 1487) ⚭ I. Margaretha von Limpurg-Gaildorf, Tochter des Conrad IV. von Limpurg-Gaildorf (* 1395) und ⚭ II. (20. September 1439) Clara von Montfort
- Agnes von Sulz (* 1409; † 6. Februar 1484 im Damenstift Säckingen)
- Margarethe von Sulz ⚭ Jörg von Rhäzüns
- Alwig X. von Sulz, (auch Alwig der VIII.) († 1493) ⚭ Verena von Brandis (1452–1507), Tochter von Freiherr Ulrich II. von Brandis und Praxedis von Helfenstein, ihre Söhne waren:
  - Rudolf V. von Sulz (1478–1535), Graf und Statthalter der Vorlande
  - Junker Wolf Hermann von Sulz (urk. 1491–1528), Kommandant der Küssaburg